# إستفان نيميث
إستفان نيميث (بالمجرية: Németh István)‏ مواليد 16 نوفمبر 1979 في المجر، هو لاعب كرة سلة مجري سابق. بدأ مسيرته الاحترافية في سنة 1997. اعتزل اللعب في 2013.

## المسيرة الاحترافية
لعب مع تريفيزو لكرة السلة في الدوري الإيطالي في موسم 2002–2003، ثم لعب مع أسكو غدينيا من سنة 2004 إلى 2006، ثم لعب مع نادي إيه إي كي لكرة السلة في موسم 2008–2009، ثم لعب مع منورقة لكرة السلة في الدوري الإسباني في سنة 2009، ثم لعب مع نادي فيرارا لكرة السلة في الدوري الإيطالي في سنة 2009.

## روابط خارجية
- إستفان نيميث على موقع الاتحاد الدولي لكرة السلة (الإنجليزية)
- إستفان نيميث على موقع الدوري الأوروبي لكرة السلة (الإنجليزية)
- إستفان نيميث على موقع كرة السلة الأوروبية.كوم (الإنجليزية)
- إستفان نيميث على موقع ريلجم (الإنجليزية)
- إستفان نيميث على موقع بروبوليرز (الإنجليزية)
- إستفان نيميث على موقع سبورتس رفرنس (الإنجليزية)